# ماري دي بوفيلييه
ماري كاثرين دي بوفيليه (25 أبريل 1574 - 1667) سيدة فرنسية وأحد عشيقات هنري الرابع ملك فرنسا. عندما كانت في الرابعة والعشرين من عمرها، دخلت دير مونمارتر في باريس، وتم تنصيبها كرئيسة لإحدى شقيقاتها، بعد ذلك بثلاث سنوات، في عام 1601. وبصفتها امرأة شابة، أصبحت واحدة من العديد من عشيقات الملك هنري الرابع، عندما استقرت في الدير أثناء وضع الحصار على باريس في عام 1590. ومع ذلك، فإن ماري كاترين هو الذي يرجع الفضل في ذلك إلى استعادة الدير إلى النظام الجيد الأخلاقي والجسدي.